# Neottiospora arenaria
Neottiospora arenaria är en svampart som beskrevs av Syd. & P. Syd. 1912. Neottiospora arenaria ingår i släktet Neottiospora, divisionen sporsäcksvampar och riket svampar.   Inga underarter finns listade i Catalogue of Life.